# Chabadnitze

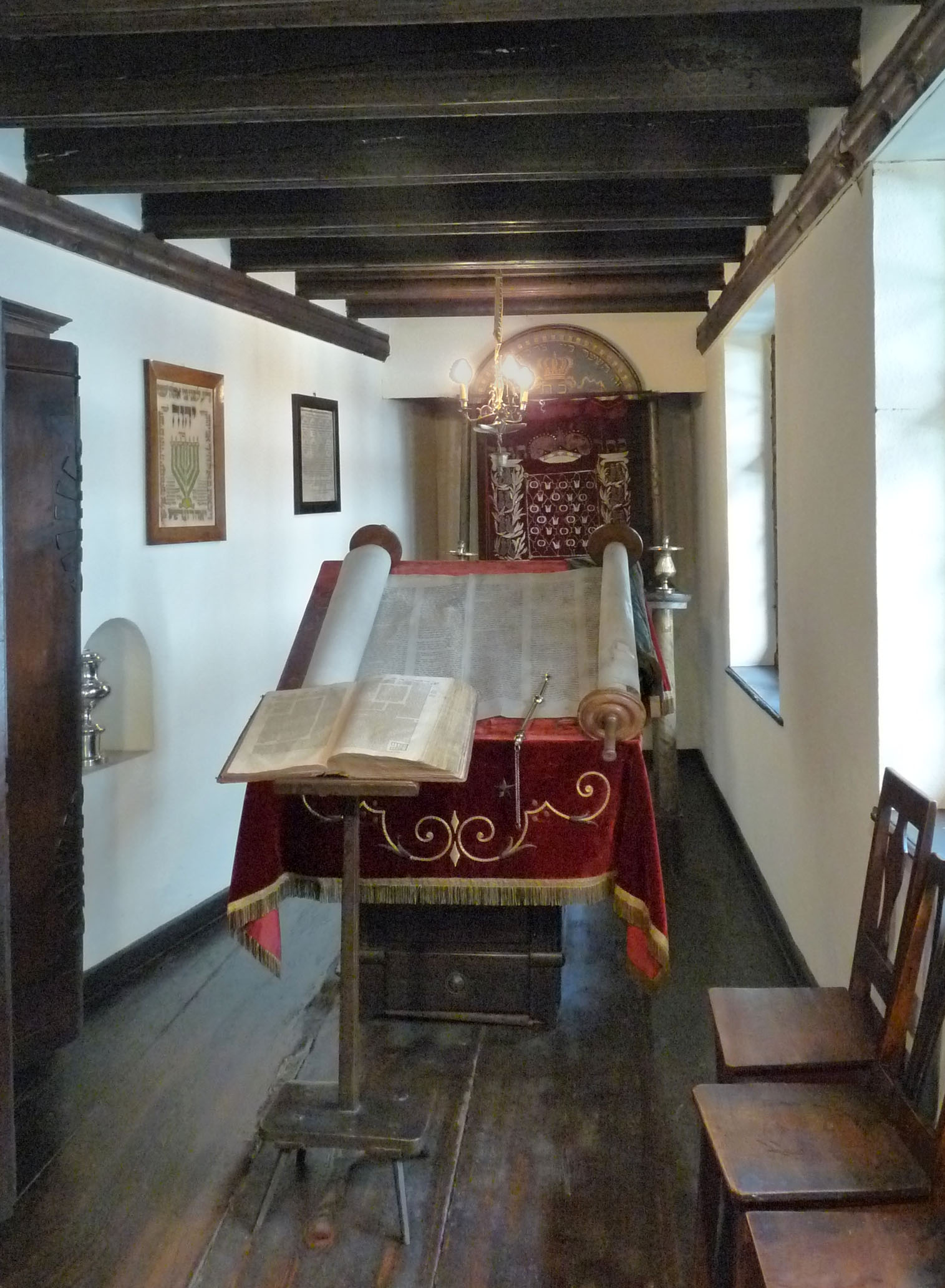
Stanza interna di una sinagoga a Strasburgo.

Una Chabadnitze (Yiddish:חב"דניצע), nota anche come חדר שני (in ebraico "seconda stanza"‎?) è una piccola stanza riservata, che si trova nelle sinagoghe Chabad. È specificamente designata a coloro che devono pregare a lungo, secondo la tradizione di meditazione Chabad, ritirandosi in un posto silenzioso e tranquillo. In merito, il sesto Rebbe di Lubavitch, Rabbi Yosef Yitzchok Schneersohn ebbe a dire:
Ora tutte le sinagoghe Chabad hanno una Chabadnitze.